# Eddy Merckx (Karambolagespieler)
Eddy Frans Jozefina Merckx (* 4. September 1968 in Rumst) ist ein professioneller belgischer Karambolagespieler und mehrfacher Welt- und Europameister im Dreiband.

## Karriere

### Frühe Jahre
2006 gewann er in St. Wendel die Dreiband-Weltmeisterschaft durch einen 3:1-Finalsieg über den Griechen Nikos Polychronopoulos. 2007 folgte dann im französischen Salon-de-Provence der Europameisterschaftstitel in derselben Disziplin gegen den Titelverteidiger Frédéric Caudron. Bei der Dreiband-Weltmeisterschaft für Nationalmannschaften 2009 erreichte er gemeinsam mit Partner Roland Forthomme das Finale, in dem man jedoch Schweden unterlag. 2012 holte er den Titel an der Seite von Caudron dann zum ersten Mal nach Belgien, im Finale wurde Gastgeber Deutschland 2:0 besiegt.

### Saison 2011/12
Am 8. Oktober 2011 stellte Merckx einen inoffiziellen Weltrekord auf, als er seine Bundesliga-Partie für die BSG Duisburg gegen Won Kang auf 50 Punkte in nur 6 Aufnahmen (4–9–26–7–0–4), also mit einem GD von 8,33 ausstieß (Höchstserie 26).

### Saison 2012/13
Vom 27. August bis 1. September 2012 fand im belgischen Lommel zum fünften Mal das Einladungsturnier Cuvino Superprestige statt, bei dem die 16 besten belgischen Spieler ihren Dreiband-Champion suchen. Merckx konnte sich diesen Titel in einem spannenden Finale, er lag nach fünf Aufnahmen schon mit 4:17 hinten, nach weiteren elf Aufnahmen doch noch mit 40:33 gegen den Weltranglistenersten Caudron, erkämpfen. Sein GD lag bei 2,500, seine beste HS war 8. Genau eine Woche später, bei der WM in Porto, trafen die beiden erneut aufeinander, diesmal jedoch im Halbfinale. Auch diesmal konnte sich Merckx durchsetzen und gewann dann im Finale gegen den Koreaner Choi Sung-won seinen zweiten Einzel-WM-Titel nach 2006. Eine Woche später beim Dreiband-Weltcup im südkoreanischen Suwon kam er gemeinsam mit Dick Jaspers aus den Niederlanden auf den dritten Platz.
Gemeinsam mit seinem Teamkollegen Frédéric Caudron konnte er im Februar 2013 den Mannschaftstitel der Dreiband-Weltmeisterschaft in Viersen gegen Deutschland verteidigen. Er stand damit zum dritten Mal in Folge auf dem Treppchen, nach der Vizemeisterschaft 2011.
Bei den Verhoeven Open im Juli stand er im Finale gegen seinen Landsmann Caudron und musste sich diesem knapp mit 35:40 geschlagen geben. Eine Woche später steht er bei den World Games erneut im Finale, diesmal gegen den amtierenden Europameister Marco Zanetti aus Bozen.

## Sonstiges
Benannt wurde der Belgier nach seinem Landsmann und Profiradrennradfahrer Eddy Merckx, der im Geburtsjahr Merckx’ seinen ersten Giro d’Italia gewann.

## Erfolge
- Dreiband-Weltmeisterschaft:   2006, 2012  2009  2022
- Dreiband-Weltmeisterschaft für Nationalmannschaften:  2012, 2013  2009, 2011  2005,
- Dreiband-Weltcup:  1997/4, 2005/3, 2009/3, 2011/1, 2013/5, 2014/4, 2016/2, 2017/3, 2017/7, 2018/6, 2019/6, 2022/3, 2023/6  2008/5  1995/2, 1995/4, 1996/3, 2001/4, 2004/2, 2012/2, 2013/1, 2014/1, 2015/3, 2015/5, 2016/1, 2018/3, 2019/2, 2023/5
- Dreiband-Europameisterschaft (Einzel):  2007  2010, 2011
- Dreiband-Europameisterschaft für Nationalmannschaften:  2010, 2019  2008, 2011, 2013
- World Games:  2017  2022
- Verhoeven Open:  2018, 2019
- Crystal Kelly Turnier:  2009
- Lausanne Billard Masters:  2018  2019
- Dreiband Challenge Masters:  2018/1, 2019/3  2019/1, 2019/4
- McCreery Dreiband Champion of Champions:  2018
- Dreiband-Einladungsturnier in Zundert/Niederlande:  2003  2004, 2005
- Superprestige in Belgien:  2012  2011
- Belgische Dreiband-Meisterschaft:  2000, 2004, 2006, 2008, 2010, 2011, 2012, 2014, 2018  1999, 2015, 2019  2013

Quelle: 